# ATP Praga 1997 - Qualificazioni singolare
Le qualificazioni del singolare  dell'ATP Praga 1997 sono state un torneo di tennis preliminare per accedere alla fase finale della manifestazione. I vincitori dell'ultimo turno sono entrati di diritto nel tabellone principale. In caso di ritiro di uno o più giocatori aventi diritto a questi sono subentrati i lucky loser, ossia i giocatori che hanno perso nell'ultimo turno ma che avevano una classifica più alta rispetto agli altri partecipanti che avevano comunque perso nel turno finale.
Le qualificazioni del torneo ATP Praga 1997 prevedevano 32 partecipanti di cui 4 sono entrati nel tabellone principale.

## Teste di serie
1. Albert Portas (Qualificato)
2. Franco Squillari (Qualificato)
3. Andrei Pavel (Qualificato)
4. Alberto Martín (secondo turno)

1. Eyal Ran (ultimo turno)
2. Marcello Craca (Qualificato)
3. David Škoch (secondo turno)
4. Fernando Vicente (ultimo turno)

## Qualificati
1. Albert Portas
2. Franco Squillari

1. Andrei Pavel
2. Marcello Craca

## Tabellone

### Legenda
| - Q = Qualificato - WC = Wild card - LL = Lucky loser | - ALT = Alternate - SE = Special Exempt - PR = Protected Ranking | - w/o = Walkover - r = Ritirato - d = Squalificato |

### Sezione 1
|  | Primo turno  | Primo turno           | Primo turno           | Primo turno | Primo turno |  |  | Secondo turno | Secondo turno    | Secondo turno | Secondo turno    | Secondo turno    |   |   | Ultimo turno | Ultimo turno  | Ultimo turno  | Ultimo turno | Ultimo turno |  |
|  |              |                       |                       |             |             |  |  |               |                  |               |                  |                  |   |   |              |               |               |              |              |  |
|  | 1            | Albert Portas         | 3                     | 6           | 6           |  |  |               |                  |               |                  |                  |   |   |              |               |               |              |              |  |
|  |              | Mahesh Bhupathi       | 6                     | 4           | 4           |  |  | 1             | Albert Portas    | Albert Portas | 7                | 6                |   |   |              |               |               |              |              |  |
|  | David Rikl   | David Rikl            | David Rikl            | 6           | 6           |  |  |               | David Rikl       | David Rikl    | 6                | 2                |   |   |              |               |               |              |              |  |
|  | Jan Krejci   | Jan Krejci            | Jan Krejci            | 2           | 2           |  |  |               |                  |               |                  |                  |   |   | 1            | Albert Portas | Albert Portas | 6            | 6            |  |
|  | Davide Scala | Davide Scala          | Davide Scala          | 6           | 6           |  |  |               |                  | 8             | Fernando Vicente | Fernando Vicente | 3 | 3 |              |               |               |              |              |  |
|  | Fabio Maggi  | Fabio Maggi           | Fabio Maggi           | 0           | 2           |  |  |               | Davide Scala     | 6             | 7                | 5                |   |   |              |               |               |              |              |  |
|  | 8            | Fernando Vicente      | Fernando Vicente      | 7           | 6           |  |  | 8             | Fernando Vicente | 7             | 5                | 7                |   |   |              |               |               |              |              |  |
|  |              | David Salvador-Estepa | David Salvador-Estepa | 6           | 3           |  |  |               |                  |               |                  |                  |   |   |              |               |               |              |              |  |

### Sezione 2
|  | Primo turno            | Primo turno            | Primo turno            | Primo turno | Primo turno |  |  | Secondo turno | Secondo turno          | Secondo turno          | Secondo turno    | Secondo turno    |   |   | Ultimo turno | Ultimo turno     | Ultimo turno     | Ultimo turno | Ultimo turno |  |
|  |                        |                        |                        |             |             |  |  |               |                        |                        |                  |                  |   |   |              |                  |                  |              |              |  |
|  | 2                      | Franco Squillari       | 6                      | 1           | 6           |  |  |               |                        |                        |                  |                  |   |   |              |                  |                  |              |              |  |
|  |                        | Petr Kralert           | 3                      | 6           | 1           |  |  | 2             | Franco Squillari       | Franco Squillari       | 7                | 6                |   |   |              |                  |                  |              |              |  |
|  | David Caballero Garcia | David Caballero Garcia | David Caballero Garcia | 6           | 6           |  |  |               | David Caballero Garcia | David Caballero Garcia | 6                | 4                |   |   |              |                  |                  |              |              |  |
|  | Martin Hromec          | Martin Hromec          | Martin Hromec          | 3           | 4           |  |  |               |                        |                        |                  |                  |   |   | 2            | Franco Squillari | Franco Squillari | 7            | 6            |  |
|  | Álex López Morón       | Álex López Morón       | Álex López Morón       | 6           | 6           |  |  |               |                        |                        | Álex López Morón | Álex López Morón | 5 | 1 |              |                  |                  |              |              |  |
|  | Jared Palmer           | Jared Palmer           | Jared Palmer           | 1           | 1           |  |  |               | Álex López Morón       | Álex López Morón       | 6                | 6                |   |   |              |                  |                  |              |              |  |
|  | 7                      | David Škoch            | 6                      | 4           | 6           |  |  | 7             | David Škoch            | David Škoch            | 2                | 2                |   |   |              |                  |                  |              |              |  |
|  |                        | Petr Luxa              | 2                      | 6           | 4           |  |  |               |                        |                        |                  |                  |   |   |              |                  |                  |              |              |  |

### Sezione 3
|  | Primo turno      | Primo turno         | Primo turno         | Primo turno | Primo turno |  |  | Secondo turno | Secondo turno  | Secondo turno  | Secondo turno | Secondo turno |   |   | Ultimo turno | Ultimo turno | Ultimo turno | Ultimo turno | Ultimo turno |  |
|  |                  |                     |                     |             |             |  |  |               |                |                |               |               |   |   |              |              |              |              |              |  |
|  | 3                | Andrei Pavel        | 6                   | 2           | 6           |  |  |               |                |                |               |               |   |   |              |              |              |              |              |  |
|  |                  | Gabrio Castrichella | 4                   | 6           | 4           |  |  | 3             | Andrei Pavel   | 7              | 0             | 7             |   |   |              |              |              |              |              |  |
|  | Joan Balcells    | Joan Balcells       | Joan Balcells       | 6           | 6           |  |  |               | Joan Balcells  | 6              | 6             | 6             |   |   |              |              |              |              |              |  |
|  | Jacobo Diaz-Ruiz | Jacobo Diaz-Ruiz    | Jacobo Diaz-Ruiz    | 4           | 4           |  |  |               |                |                |               |               |   |   | 3            | Andrei Pavel | Andrei Pavel | 6            | 6            |  |
|  | Radek Štěpánek   | Radek Štěpánek      | 4                   | 6           | 6           |  |  |               |                | 5              | Eyal Ran      | Eyal Ran      | 3 | 1 |              |              |              |              |              |  |
|  | Răzvan Sabău     | Răzvan Sabău        | 6                   | 0           | 0           |  |  |               | Radek Štěpánek | Radek Štěpánek | 4             | 3             |   |   |              |              |              |              |              |  |
|  | 5                | Eyal Ran            | Eyal Ran            | 6           | 7           |  |  | 5             | Eyal Ran       | Eyal Ran       | 6             | 6             |   |   |              |              |              |              |              |  |
|  |                  | Stefano Pescosolido | Stefano Pescosolido | 3           | 5           |  |  |               |                |                |               |               |   |   |              |              |              |              |              |  |

### Sezione 4
|  | Primo turno         | Primo turno         | Primo turno         | Primo turno | Primo turno |  |  | Secondo turno | Secondo turno       | Secondo turno       | Secondo turno  | Secondo turno  |   |   | Ultimo turno | Ultimo turno  | Ultimo turno  | Ultimo turno | Ultimo turno |  |
|  |                     |                     |                     |             |             |  |  |               |                     |                     |                |                |   |   |              |               |               |              |              |  |
|  | 4                   | Alberto Martín      | 6                   | 3           | 6           |  |  |               |                     |                     |                |                |   |   |              |               |               |              |              |  |
|  |                     | Andrew Richardson   | 1                   | 6           | 1           |  |  | 4             | Alberto Martín      | Alberto Martín      | 4              | 2              |   |   |              |               |               |              |              |  |
|  | Radomír Vašek       | Radomír Vašek       | Radomír Vašek       | 6           | 6           |  |  |               | Radomír Vašek       | Radomír Vašek       | 6              | 6              |   |   |              |               |               |              |              |  |
|  | Branislav Galik     | Branislav Galik     | Branislav Galik     | 1           | 2           |  |  |               |                     |                     |                |                |   |   |              | Radomír Vašek | Radomír Vašek | 4            | 3            |  |
|  | Gabriel Silberstein | Gabriel Silberstein | Gabriel Silberstein | 6           | 6           |  |  |               |                     | 6                   | Marcello Craca | Marcello Craca | 6 | 6 |              |               |               |              |              |  |
|  | Martin Stringari    | Martin Stringari    | Martin Stringari    | 2           | 3           |  |  |               | Gabriel Silberstein | Gabriel Silberstein | 5              | 2              |   |   |              |               |               |              |              |  |
|  | 6                   | Marcello Craca      | Marcello Craca      | 6           | 6           |  |  | 6             | Marcello Craca      | Marcello Craca      | 7              | 6              |   |   |              |               |               |              |              |  |
|  |                     | Jiří Vaněk          | Jiří Vaněk          | 1           | 4           |  |  |               |                     |                     |                |                |   |   |              |               |               |              |              |  |